# André Lefèbvre (Rennfahrer)
André René Lefèbvre (* 19. August 1894 in Louvres, Frankreich; † 4. Mai 1964 in L’Étang-la-Ville) war ein französischer Automobilrennfahrer und Automobil-Ingenieur.

## Leben
Lefèbvre studierte am Institut Supérieur de l’Aéronautique et de l’Espace und erwarb dort ein Diplom als Ingenieur. Er war zunächst Luftfahrtingenieur und Rennfahrer. Ab 1916 arbeitete er in der Fabrik von Gabriel Voisin, wo er sich zunächst mit Flugzeugen beschäftigte, aber auch den Rennwagen Voisin C6 Laboratoire entwickelte. Nach dem Ersten Weltkrieg wandte sich Lefèbvre mehr dem Automobilbau zu. Von 1931 bis 1933 arbeitete er für Renault. 1933 wurde er von André Citroën für dessen gleichnamiges Automobilwerk Citroën engagiert. Nach dem Tod von Citroën im Jahre 1935 arbeitete er unter dessen Nachfolger, dem als besonders innovativ geltenden Pierre-Jules Boulanger, der aus dem Michelin-Konzern kam.
Zusammen mit dem Designer Flaminio Bertoni schuf Lefèbvre drei weltweit aufsehenerregende Autos, die allesamt zu den „Automobil-Klassikern“ zählen: Den Traction Avant („Traction avant“ = Frontantrieb), das so genannte „Gangsterauto“, die Citroën DS (Déesse – Göttin) und den Citroën 2CV, die „Ente“. Darüber hinaus konstruierte er den Lieferwagen Citroën Typ H, der unter Liebhabern gleichfalls Kultstatus erlangte.
Alle vier Modelle wurden mindestens 20 Jahre oder länger gebaut. Die „Ente“ erlebte eine Produktionszeit von 42 Jahren und ist sein populärstes Werk. Die DS wiederum gilt als sein Meisterwerk. Als er am 5. Oktober 1955 mit der ersten DS auf der Avenue des Champs-Élysées kreuzte, kam es zu einem Menschenauflauf.
Aus gesundheitlichen Gründen schied Lefèbvre 1957 aus dem aktiven Berufsleben aus, wurde aber auch in der Folge von den Citroën-Entwicklern immer wieder gerne konsultiert.

## Galerie

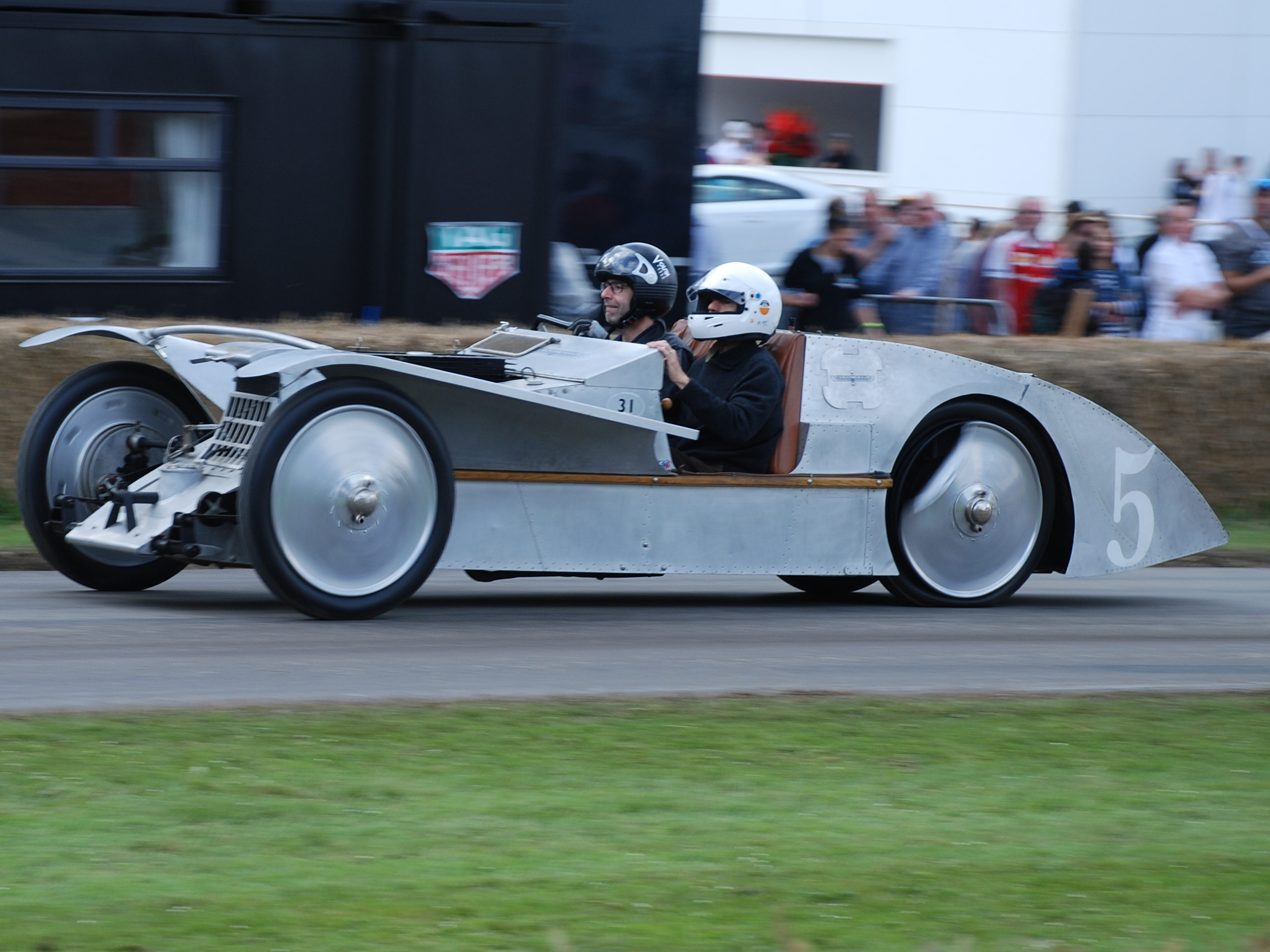
Voisin C6 Laboratoire
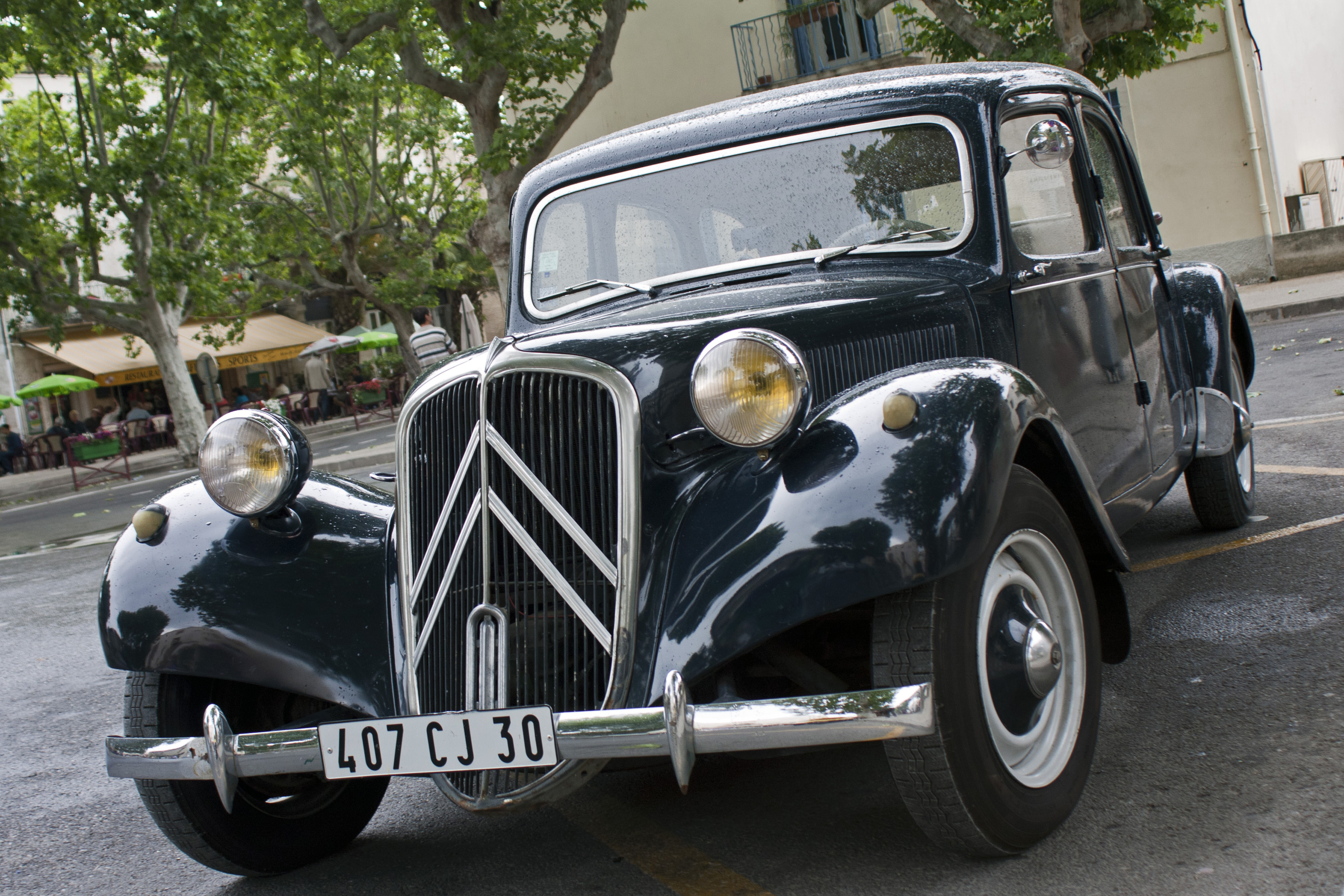
Traction Avant
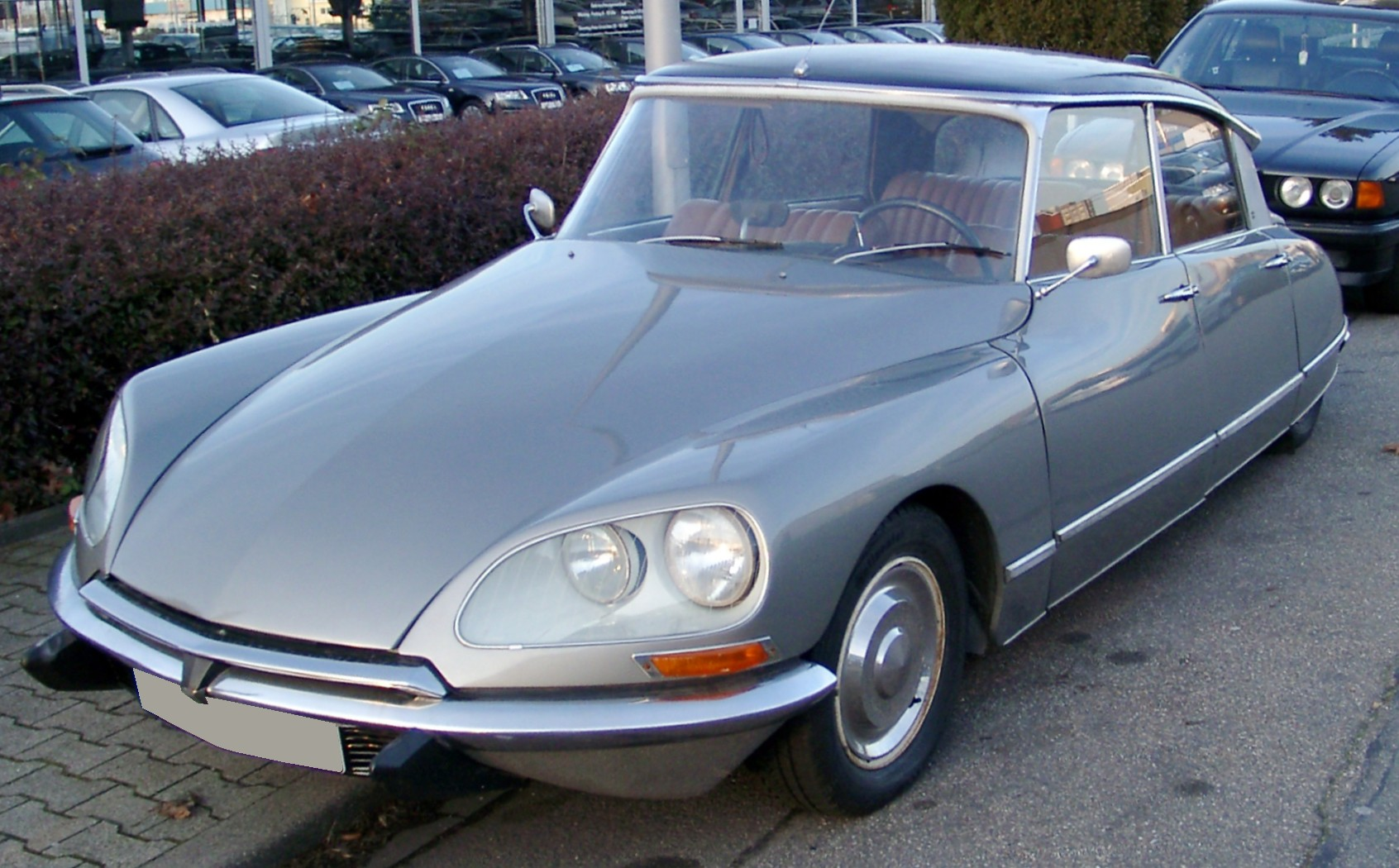
Citroën DS
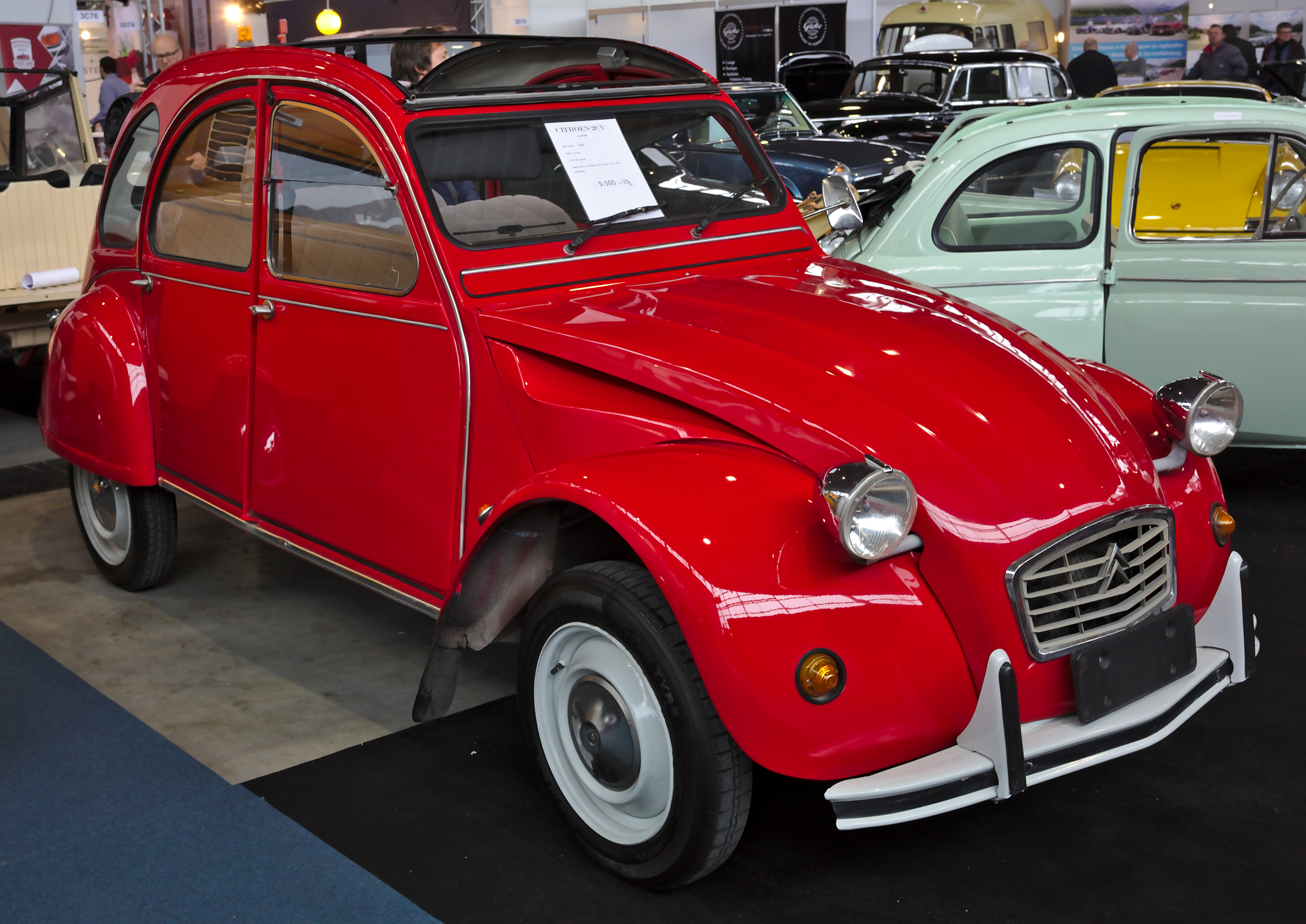
Citroën 2CV
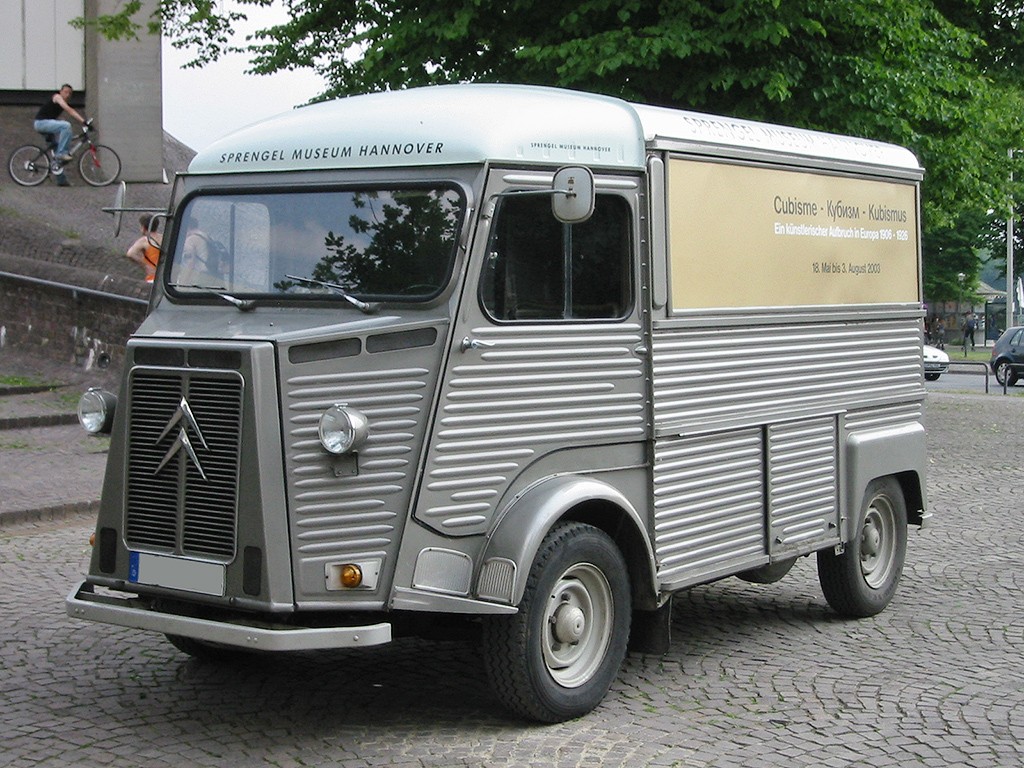
Citroën Typ H

## Statistik

### Le-Mans-Ergebnisse
| Jahr | Team                                           | Fahrzeug        | Teamkollege   | Platzierung | Ausfallgrund |
| ---- | ---------------------------------------------- | --------------- | ------------- | ----------- | ------------ |
| 1928 | Société des Construction Automobile Parisienne | S.C.A.P. Type O | Henri Guibert | Ausfall     | Motorschaden |